# لشکر صد و بیست و سوم پیاده‌نظام (ورماخت)
لشکر ۱۲۳ام پیاده‌نظام (به آلمانی: 123. Infanterie-Division) بک واحد نطامی در ارتش آلمان نازی در طول جنگ جهانی دوم بود.